# ایلانگیتد من
ایلانگِیتِد من (به انگلیسی: Elongated Man) با نام اصلی راندولف ویلیامز «رالف» دیبنی، یک شخصیت خیالی ابرقهرمان در کتاب‌های کامیک آمریکایی منتشر شده توسط دی‌سی کامیکس است. این شخصیت توسط نویسنده جان بروم و طراح کارمین اینفانتینو خلق شده‌است؛ که برای اولین بار در شمارهٔ ۱۱۲ از نخستین جلد مجموعه فلش (مه ۱۹۶۰) حضور پیدا کرد. هنگامی که وقت نامگذاری این شخصیت فرا رسید، ویراستار دی‌سی ژولیوس شوآرتز از این مسئله اطلاعی نداشت که دی‌سی دارای مالکیت نام پلاستیک من (در سال ۱۹۵۶ و در کنار دیگر شخصیت‌های انتشارات کوالیتی کامیکس) شده‌است؛ بنابراین بسیاری ادعا کرده‌اند که این مسئله دلیل انتخاب چنین عنوان دشواری توسط وی برای این شخصیت بود. با این حال، اینفانتینو و نویسنده مورفی اندرسون در ادامه اظهار داشتند که هرگز به نام پلاستیک من به عنوان یک مرجع در دفتر اشاره نشده‌است.
رالف یکی از اولین قهرمان‌هایی به‌شمار می‌رود که هویت مخفی خود را بر عموم آشکار ساخت و همچنین یکی از نخستین کسانی بود که با معشوقه خود ازدواج کرد. رالف و همسرش سو دیبنی از اعضای تأثیرگذار گروه لیگ عدالت آمریکا محسوب می‌شدند که در طی ماجراجویی‌ها در حل معماها شرکت می‌کردند.